# Подгорное (Луганская область)
Подгорное (укр. Підгірне) — село в Краснодонском районе Луганской области Украины. Входит в Великосуходольский сельский совет. Де факто — с 2014 года населённый пункт контролируется самопровозглашённой Луганской Народной Республикой.

## География
Расположено на правобережье Северского Донца , недалеко от границы с Россией. Соседние населённые пункты: село Поповка (ниже по течению Северского Донца), посёлки Северный на юго-востоке, Северо-Гундоровский и село Беленькое на юге, сёла Малый Суходол на юго-западе, Дружное на западе, Большой Суходол (выше по течению Северского Донца) на севере.

## Население
Население насчитывает 107 человек (2001).